# Majolika

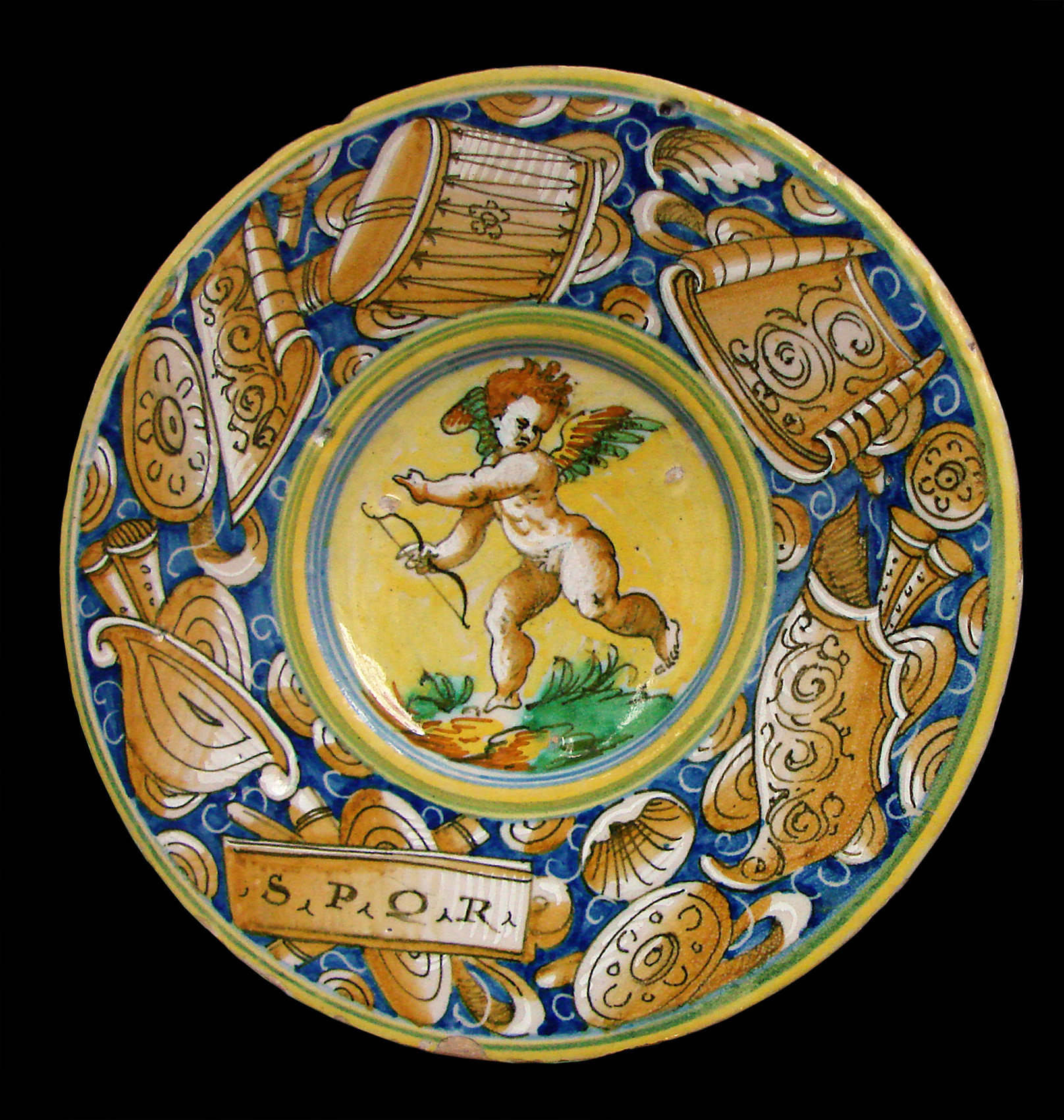
Italienskt majolikafat från Castel Durante, omkring 1550-1570 (Musée des Beaux-Arts de Lille)

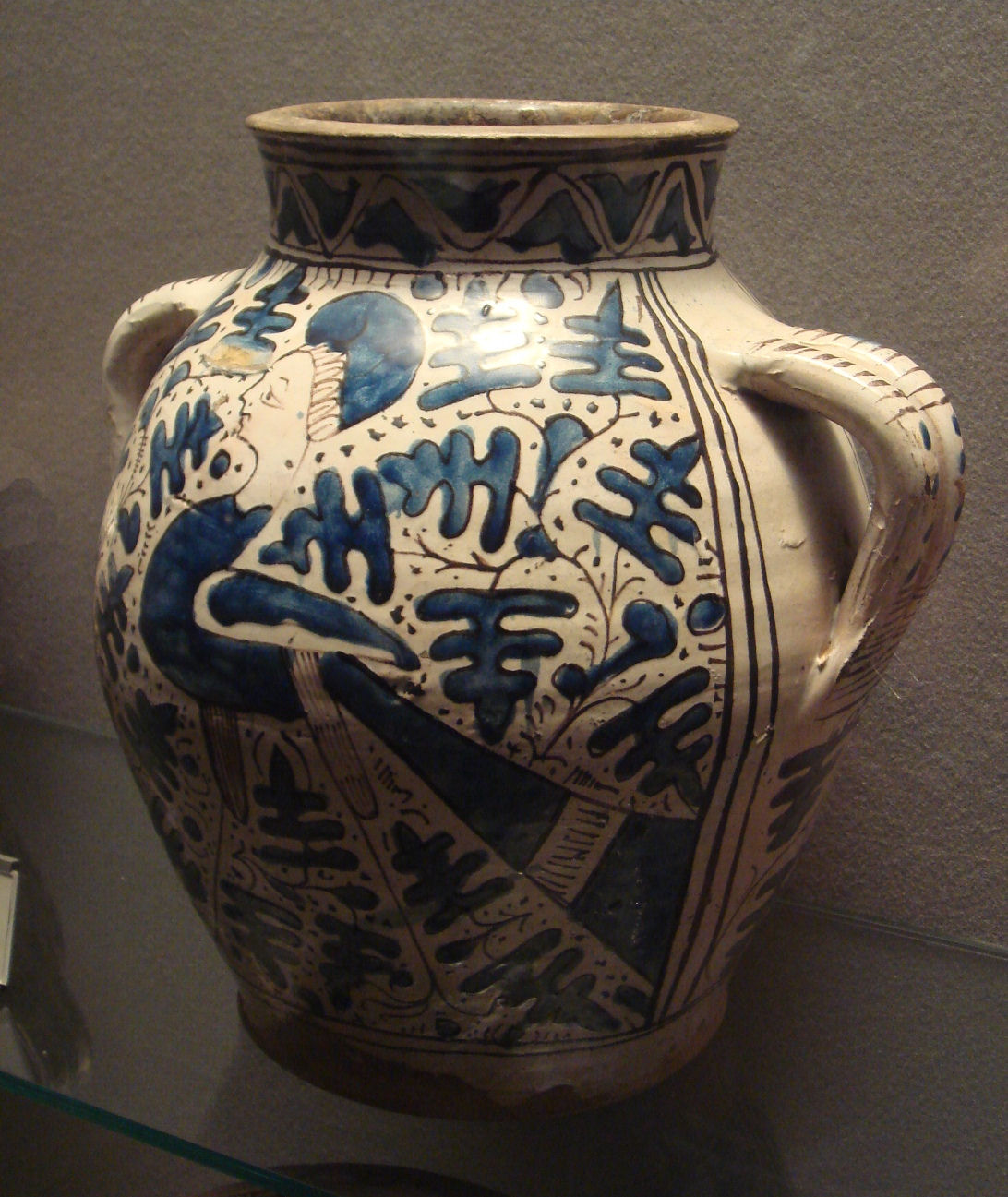
Florentinsk vas i mezzo-majolika, ca 1430

Majolika är tenn- (oftast även bly-) glaserat lergods i starkeldsfärger som producerades sedan 1500-talet.
Namnet majolika härstammar troligtvis från ön Mallorca (enligt gammal italiensk stavning – Majolika). Denna ö var under 1300- och 1400-talen en stapelplats för spansk keramik, avsedd för vidarebefordran till städerna i Italien. Spanska fajanskärl skattades i Italien högt vid denna tid, och inspirerad av dessa började man här med anknytning till en inhemsk tradition att tillverka en typ av keramik som sedan kallades majolika.
De äldsta kärlen, med ofta ganska primitiv dekorteknik, brukar benämnas mezzo-majolika, för att kunna skilja dessa från dem som senare tillverkades av renässansens majolikamästare. Vissa anser inte mezzo-majolikan vara verklig majolika och begreppet oegentligt.
Omkring 1470 börjar den italienska keramiken att allt tydligare skilja sig från de spanska förlagorna. Det gotiska formspråket med lövverk och inskriptioner med gotiska minuskler tog upp dekorelement från renässansen som granatäppelmönster, rosetter, akantusslingor, arabesker och porträttbyster i samtidens stil. Runt 1500 blommade majolikakonsten ut i full blom. Från att tidigare främst ha bestått av albarellor (en sorts smala apotekskärl), kannor och krus började man nu skapa allt fler former, och alltmer påkostade föremål, samtidigt som färgprakten ökade. Utvecklingen gick efter två linjer: ornamental och figurisk.
Den ornamentala kännetecknas främst av grotesker. I Faenza utvecklades stilen till en spröd växtornamentik med palmetter och lövverk av akantus, avslutade med maskaroner eller delfinkroppar, festonger, kransar och vaser. Höjdpunkten för stilen betecknas av Casa Pirottas verkstad i Faeza omkring 1525, där man använde tekniken "a berettino" - med en ljusblå tennglasyr i stället för en vit och utsparade motivet på en i mörkblått målad botten. I huset Medicis verkstad i Caffagiolo anknöt man till groteskstilen i Faenza.
Urbino och Castel Durante blev centrum figurmåleriet, som anses representera höjdpunkten i majolikatillverkningen. Här lade man an på figurala scener med historiska och mytologiska motiv eller genrebilder. Bilden fick ofta täcka hela kärlets yta så att ornamentet helt försvann. Bland framstående konstnärer märks Nicola Pellipario som arbetade i Castel Durante, bland annat hos sin son Guido Durantino Fontana, som senare öppnade verkstad i Urbino. Nicola Pellipario kom att utöva stort inflytande på målarna i sonens verkstad, som Francesco Xanto Avelli och Orazio Fontana. Bland andra kända majolikamålare i Urbinoskolan märks Francesco Durantino.
I övriga italienska städer skapades ofta en medelväg mellan de båda skolorna.
Omkring 1550 uppkom en motreaktion mot den färgstarka Urbinostilen och under inflytande från det kinesiska porslinet som via Venedig kommit till Italien, där Faenza kom att inta den ledande platsen. På vit tennglaserad botten utförde man en enkel dekor i blått och gult av enkla motiv med puttis, byster eller schematiska rankor, kallad stilo compendario. Omkring 1600 inträdde en viss stagnation och produktionen inriktades framför allt på export av vit majolika.

## Majolika utanför Italien
Enligt vissa definitioner är endast det endast den italienska starkeldsfajansen som skall kallas majolika. De italienska verkstäderna fick dock väldigt stort inflytande under 1500-talet, och många av kopiorna med italienska arbetare är svåra att skilja från föremålen tillverkade i hemlandet.
En majolikaverkstad i Budapest, med italienska krukmakare som inkallats av Mathias Corvinus i slutet av 1400-talet är den äldsta majolikatillverkningen utanför Italien.
I Saint-Porchaire i Frankrike främställdes omkring 1525-1560 blyglaserat lergods av en finkornig, nästan vit massa. Dekoren stansades och fylldes av måleri i svart, rött eller brunt. De mer påkostade kärlen utformades arkitektoniskt och pryddes med figural- eller groteskdekor. I Saint-Porchaire verkade även Bernhard Palissy, som kom att bli en nyskapare inom majolikakonsten med sina naturalistiska motiv.
Redan i början av 1500-talet hade enstaka försök med tennglasyr förekommit i Frankrike, främst av inflyttade Italienska keramiker, bland andra Girolamo dela Robbia. 1556 öppnade Sebastiano Griffo från Genua och Domenico Tardessir från Faenza en majolikaverkstad i Lyon. De flesta alster från dessa italienska verkstäder var dekorerade i Urbinostil. På 1580-talet tillkom verkstäder i Nantes, Nîmes och Nevers.
Även i Sydtyskland och Schweiz tillverkades kopior av italiensk majolika. Förutom den rena kopieringen av Italienska keramiken framställde tillkom den så kallade Hafnerkeramiken, reliefdekor med förlagor från kopparstick och träsnitt. Främst kakelplattor, men senare även kärl av olika slag.
Genom anabaptister, som 1526 tvingats lämna Schweiz spred sig den italienskinfluerade keramiken även till södra Mähren. Anabaptisternas antal ökade senare genom flyktingar från Tyskland, Tyrolen och Holland, senare även Italien. De äldsta kärlformerna visar på ett tydligt inflytande från den italienska keramiken i Faenza.
Vid mitten av 1800-talet började man intressera sig för att återuppliva den gamla italienska renässanskeramiken. Materialet är dock vanligen inte fajans utan vanligen flintgods i olika kvaliteter. Man återupptog dock den italienska majolikans färgskala och till en början främst i modeller hämtade från italiensk renässans. Ganska snart tillverkades dock även liknande föremål i andra färgstilar. De första att producera 1800-talsmajolika var Mintons som presenterade sina alster på världsutställningen i London 1851. Snart kopierades dock föremålen av andra fabriker inte bara i Storbritannien utan i även i andra länder, särskilt i Tyskland och Österrike blev föremålen populära. I Sverige började både Rörstrand och Gustavsberg tillverka majolika 1869. 1889 började även Höganäs AB att tillverka majolika, till en början endast med blyglasyr men från 1893 även med tennglasyr.